# 1845 en santé et médecine
| Années de la santé et de la médecine : 1842 - 1843 - 1844 - 1845 - 1846 - 1847 - 1848    |
| Décennies de la santé et de la médecine : 1810 - 1820 - 1830 - 1840 - 1850 - 1860 - 1870 |

Cet article présente les faits marquants de l'année 1845 en santé et médecine.

## Événements
- 27 décembre : le chirurgien Crawford Long aurait pratiqué la première anesthésie à l’éther pour un accouchement aux États-Unis[1].

## Prix
- Médaille Copley : Theodor Schwann (1810-1882), pour ses recherches sur les textures animales et végétales[2].

## Naissances
- 20 août : Édouard Raoul (mort en 1898), pharmacien de Marine, naturaliste et explorateur français.
- 12 septembre : Alphonse Fochier (mort en 1903), chirurgien français, inventeur de l'abcès de fixation.

## Décès
- 2 avril : Michel Chevreul (né en 1754), médecin français, père du chimiste Michel-Eugène Chevreul (1786-1889).